# Francisco Javier Sánchez Cano
Francisco Javier Sánchez Cano (Barcelona, 1965) és un politòleg català, actual director del Centre d’Estudis de Temes Contemporanis des de setembre de 2024.
Nascut a Barcelona l'any 1965, és llicenciat en Filologia Anglogermànica per la Universitat de Barcelona i en Ciències Polítiques i Sociologia per la Universitat Autònoma de Barcelona.
Entre 1992 i 2001, va treballar com a investigador i professor ajudant de Relacions Internacionals a la Facultat de Ciències Polítiques de la Universitat Autònoma de Barcelona i també va ser professor al Màster de la Fundació CIDOB.
Del 2001 al 2005, va ocupar el càrrec de secretari general del Centre Iberoamericà de Desenvolupament Estratègic Urbà (CIDEU) i va actuar com a assessor a l'Ajuntament de Barcelona. Posteriorment, entre el 2005 i el 2008, va ser director de Polítiques de la Unió Europea al Govern de Catalunya.
Entre el 2008 i el 2011, va dirigir el Centre Europeu de les Regions de l'Institut Europeu d'Administració Pública. Des del 2012 fins al 2023, va ser responsable de Planificació, Seguiment i Avaluació a la Direcció General de Cooperació al Desenvolupament de la Generalitat de Catalunya.
Ha publicat diversos articles sobre la cooperació descentralitzada i la participació subestatal en la integració regional i en les agendes globals. A més, ha impartit cursos a la UOC i a la Universitat Internacional d’Andalusia. El 2016 va obtenir el doctorat en Ciència Política amb la tesi titulada “Els governs no centrals i les seves xarxes: anàlisi del seu rol com a actors a la governança global”.
Actualment (2024) és vicepresident de l'Associació per a les Nacions Unides a Espanya, membre de FundiPau i forma part de diverses organitzacions professionals, com l’Associació Catalana de Gestió Pública i la Xarxa Espanyola d’Estudis de Desenvolupament.